# トーマス・ハーディ

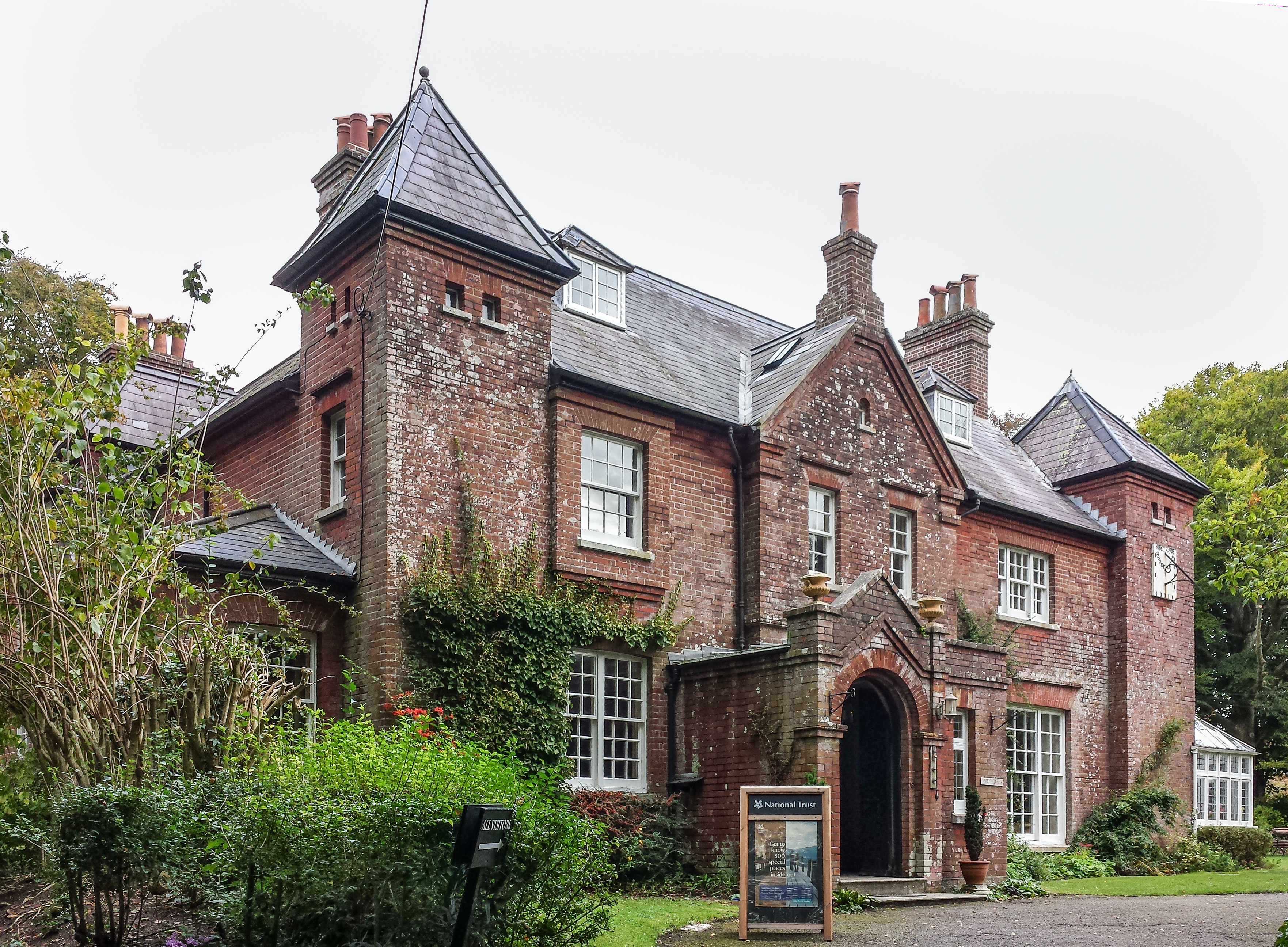
イギリス指定建造物として保存されているドーチェスターのマックス・ゲート

トーマス・ハーディ（Thomas Hardy OM, 1840年6月2日 - 1928年1月11日）は、イギリスの小説家、詩人。ドーセット州出身。トマス・ハーディと表記されることもある。

## 生涯

### 生い立ち
1840年6月2日、イングランド南部、ドーセット州の州都ドーチェスターの近郊の小さな村ハイアー・ボックハンプトン（Higher Bockhampton）に生まれた。先祖はフランスから渡来したらしく、同名の父は石工の棟梁、母はサクソン系の地主の家柄のジマイマ・ハンド。彼はその4人兄弟の長男として生まれ、弟妹にメアリー、ヘンリー、キャサリンがいた。村の周囲には、のちに作品の架空の舞台となるエグドン・ヒースのような、ヒースの生い茂った荒野があった。読書家の母の影響で幼少時から読書の習慣を身に付け、また少年時代は病弱であり、将来は牧師になろうと考えていた。
1856年に学校を卒業すると、ドーチェスターの建築家ジョン・ヒックスのもとで年季奉公に入った。1862年にロンドンに出て、アーサー・ブロムフィールド (Arthur Blomfield) 建築事務所で働いた。建築に関する懸賞論文と懸賞製図にも当選したが、この時期には夜はキングス・カレッジに通学し、ギリシャ語、ラテン語、フランス語を学ぶ。また毎日のようにナショナル・ギャラリーや博物館を訪れたり、劇やオペラを観たり、数多くの詩作と読書に熱中した。ロンドンの煤煙で健康を損ね、1867年にいったん故郷に戻り小説を書き始めた。

### 作家活動
1867年（27歳のとき）に最初の作品『貧乏人と淑女』を執筆し、Chapman & Hall社に送ったが出版を認められなかった。
続いて『窮余の策』『緑樹の陰』の2作を執筆し、匿名で出版したため、作者はジョージ・エリオットと推測されることもあった。『コーンヒル・マガジン』編集長をしていたレズリー・スティーヴンが『緑樹の陰』に感動し、『遥か群衆を離れて』を連載させ、ハーディの名で発表して小説家としての名声を確立した。1878年頃から週刊誌、月刊誌に短編を発表していたが、レズリー・スティーヴンに田舎を舞台にした愉快な物語のシリーズを書かないかと勧められ、書かれた作品が『ウェセックス物語集』などにまとめられた。
1870年、コーンウォールの教会修理に赴き、牧師夫人の妹エマ・ラヴィニア・ギフォード (Emma Lavinia Gifford) と知り合い、1874年に彼女と結婚し、ロンドンの郊外ワンズワースで暮らす。翌々年に妻とともにヨーロッパを旅し、帰国後ドーセット北部のスターミンスター・ニュートンに移住した。1885年、都会生活への不満と、健康上の理由から田園生活を決意し、ドーチェスター近郊のスティングスフォードにみずから設計した家を建築し、それをマックス・ゲートと呼び、そこを永住の地に定めた。
1891年に『ダーバヴィル家のテス』を、そして1896年に『日陰者ジュード』を発表するが、これらは当時は酷評される。以後は詩作に専念するようになり、ナポレオン戦争を題材とした叙事詩『覇王』を発表した。

### 晩年と評価

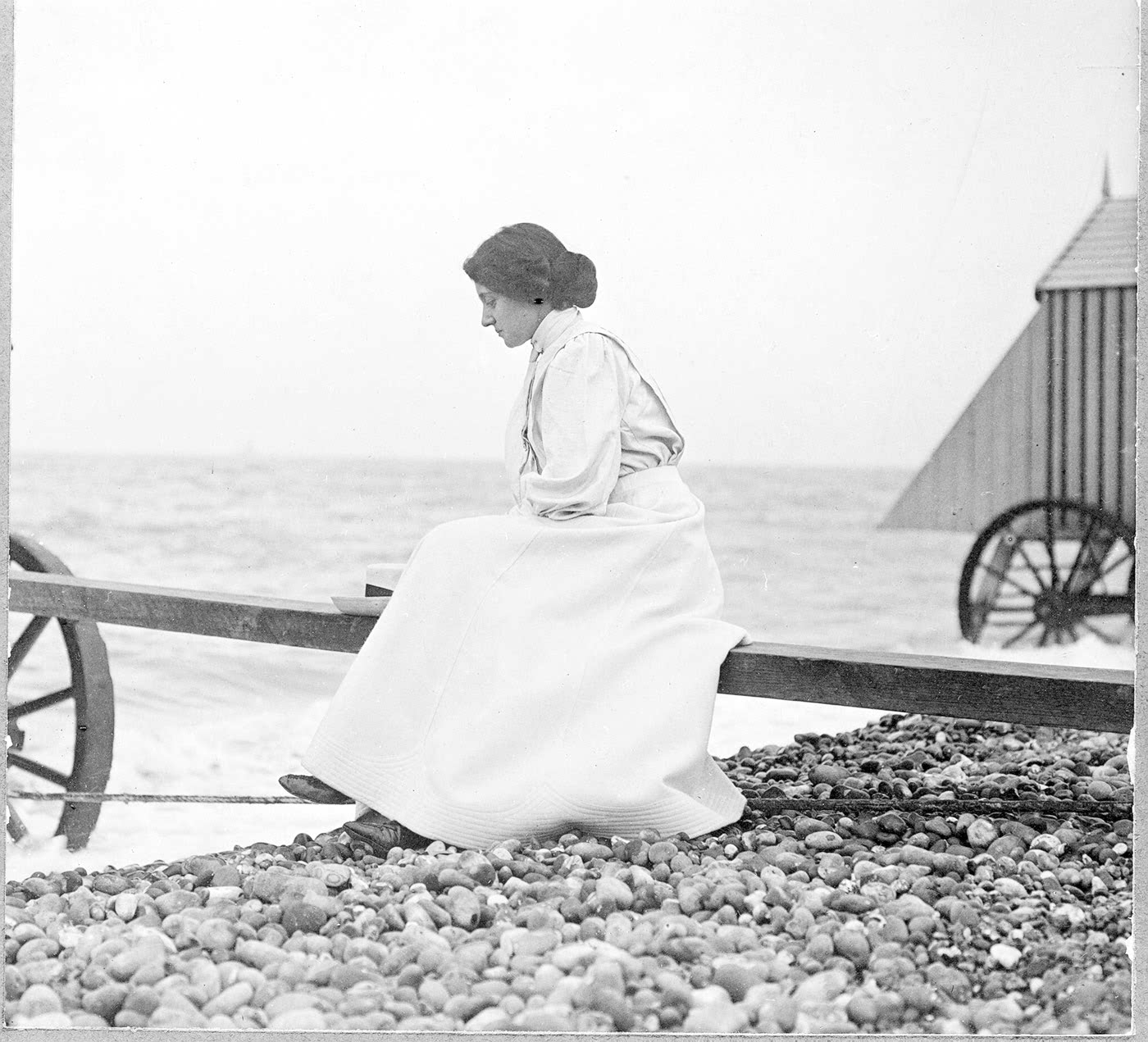
妻フロレンス(1915年)

1905年、アバディーン大学から名誉博士号を授与される。1910年に初めてノーベル文学賞にノミネートされ、その後11回ノミネートされた。1911年にメリット勲章を授与され、また数々の名誉の学位を贈られた。1913年、ケンブリッジ大学から名誉博士号を授与される。1920年、オックスフォード大学から名誉博士号を授与される。1922年、セント・アンドリュー大学から名誉博士号を授与される。
1912年に妻エマを亡くし、大きな心的外傷を受けるが、2年後の1914年に39歳年下の秘書フロレンス・エミリー・ダグデイル (Florence Emily Dugdale) と再婚した。しかし前妻が忘れがたく、詩を書いたりして気を紛らわせた。1928年、風邪が原因となり、マックス・ゲートで永眠した。87歳没。ウェストミンスター寺院で国葬にされ、火葬後の灰は後妻とのウェストミンスター大聖堂「詩人のコーナー」の墓に、心臓のみは前妻とのスティングスフォード教会の墓に埋葬された。
現代では自然主義の古典として再評価され、世界中で愛読されており、特に遺作である『日陰者ジュード』は古典英文学の定番と言われるほどになっている。『帰郷』『カスターブリッジの市長』『テス』『日陰者ジュード』がハーディの四大小説と言われている。若い頃は敬虔なキリスト教徒で、日曜には家族とともに教会でヴァイオリンを演奏することもあった。しかし、ヴィクトリア朝の風潮に加えて、ダーウィン著の『種の起源』により懐疑的になる。牧歌的な描写に長け、ウェセックス地方（現在のドーチェスター一帯）を物語の舞台とした作品が多く、その作風は宿命論を想起させるものが多い。
動物福祉に強い関心があり、家畜や動物が受ける痛みや苦しみを描写し、登場人物がその苦痛に共感するシーンを取り入れた作品が多い。悲観主義的と批判されることも多かったが、自身を改善論者と称したように、作品を通じて読者の「他者の苦しみへの共感」を培うことで社会改善に貢献することを目指していた。
死後まもなく、遺言執行者によってハーディの手紙とノートが焼却されたが、12冊のノートが残存し、その1冊では1820年代の新聞記事が残されていて、ハーディがそれらを作品に活用したかの研究に供された。ハーディの死の翌年、夫人によって『The Early Life of Thomas Hardy, 1841–1891』が出版され、当時のノート、手紙、自伝的な覚え書きなどが、長年の口伝えであるかのように編集されていた。
ハーディの業績は、D.H.ローレンス、ジョン・クーパー・ポウイス、ヴァージニア・ウルフら若い作家たちからから賞賛された。ヴァージニア・ウルフは没時に「トマス・ハーディの死によってイギリス小説界は指導者を失ってしまった」「かくして、ハーディの与えてくれたものは、或る時代の或る場所における生の単なる写し換えではない。それは力強い想像力、深い深い詩的な天才、高尚で仁慈な魂に映じたままの、世界と人間の運命との幻影なのである」（「トマス・ハーディ論」（『一般読者』第2集））と述べている。ロバート・グレーヴス『さらば古きものよ』では、1920年代にドーセットでハーディに会い、彼とその妻を温かく受け入れてくれて、それが励みとなったことが思い起こされている。ドーチェスターにあるハーディの生地と、マックスゲートは、ナショナル・トラストが保有している。

## 作品

### 小説

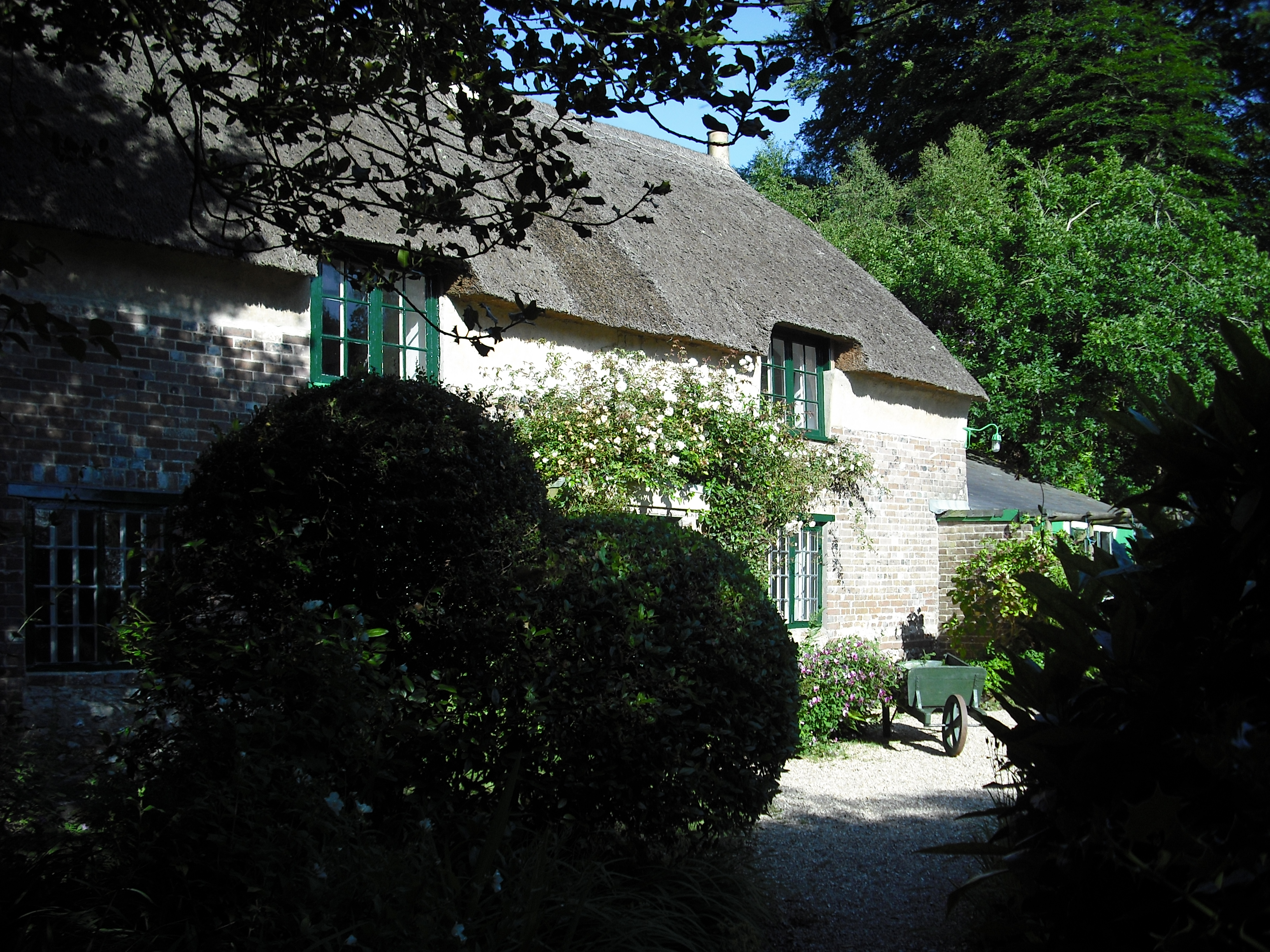
ドーセットのハーディ生家、ここで『緑樹の陰』『遥か群衆を離れて』などが書かれた

処女作『貧乏人と淑女』は1867年に書き上げられたが、出版社を見つけられず、友人のジョージ・メレディスは作品が非常に政治的なため、将来の傷になるかもしれないと助言した。ハーディは助言を受け入れ、出版をあきらめ、原稿を破棄したが、作品のいくつかのアイデアはのちの作品でも使っている。 後にこの作品について「社会主義的だが、革命志向ではなく、また論争的でもない」と述べている。
その後、より商業的な作品『窮余の策』『緑樹の陰』の2作を執筆し、匿名で出版された。1873年に『青い眼』はハーディ自身の名義で出版された。この連載時には、主役の一人ヘンリー・ナイトが崖からぶら下がるシーンなど、チャールズ・ディケンズによりポピュラーになったクリフハンガー（いいシーンで次回に続く）の手法が使われた。ハーディの小説のいくつか、特に『窮余の策』『遥か群衆を離れて』『塔上の二人』では、法律の複雑さについて、1860年代に流行したセンセーション小説の影響を受けている。
『遥か群衆を離れて』で西イングランドの一地方をウェセックスと呼ぶ設定を用いた。ウェセックスは、古いサクソン人の王国のあった地域を指す。『遥か群衆を離れて』はハーディが建築の仕事をやめて文学の道を進むのに十分な成功を得た。
その後ロンドンからヨービル、スターミンスター・ニュートンへと移る。ここで執筆した、エグトン・ヒースを舞台にしたギリシア悲劇的な恋愛物語『帰郷』（1878年）は、発表当時はヴィクトリア朝の人々の内情を詳細を描いたことで不評を買ったが、発表数年を経て徐々に評価されるようになった。1883年にはハヴロック・エリスが「農民生活についてのこの洞察力の新鮮さこそ、ハーディをしてツルゲーネフに類似させる諸点の一つである」と評し、D.H.ロレンスは「人間の意識で把握され公式化された小規模の道徳制度を、人間の意識を超越する、嘗つて一度も理解されたことがなく、今後も理解されえない『自然』、すなわち、生命自体の、広大無辺の道徳の内に仕掛けたこと、--これこそハーディが、シェイクスピア、またはソフォクレース、またはトルストイらの大作家と共有するところの特質なのである」（「トマス・ハーディの六つの小説と悲劇の真意義」1913年）と述べた。 
『ラッパ隊長』（1880年）は唯一の歴史小説であり、1882年の『塔上の二人』は天文学の世界を舞台にしたロマンスである。1885年にマックスゲートに移り、建物はハーディが設計し、彼の兄弟が建築した。ここで執筆された『ダーバヴィル家のテス』は、一度は発表を断られた作品で、「落ちた女性」に同情的な描写で批判を巻き起こし、ヴィクトリア朝の中流階級の眉をひそめさせるような作品だった。
『日陰者ジュード』では、性、宗教、結婚の扱いにより、それよりもさらに強い非難を浴びた。結婚制度への批判は、エマとの結婚生活が難しくなっていたことから自伝的なものとして読まれた。いくつかの書店ではこの小説を茶色い紙袋に入れて売り、ウェイクフィールド教区の監督ウォルシャム・ハウはこの本を焼却したと噂された。このような事件があり、世間の非難にさらされたことでハーディは小説の執筆からは離れるようになった。
若い頃から故郷であるウェセックス地方の民間伝承、説話、迷信、呪術、幽霊といった怪奇的、超自然的とも言えるようなものに興味を持っており、短編小説や、その他の作品で扱わてバラッド的なものになっている。短編「魔女の呪い」 (The Withered Arm) では、女性の嫉妬心による悪夢が生き霊を招き寄せるというもので、ハーディが古い知人から聞いた話が元になっている。長編小説でも『帰郷』では人形に針を刺して焼き、呪い殺そうとする場面があり、『遥か群衆を離れて』では手紙の送り相手を決めるために賛美歌の本を投げて「開いたらテッディ、閉じたらボールウッド」と占う場面などがある。また少年時に通った学校経営者の夫人に可愛がられたことから、貴族たちの生活への好奇心を持っており、ウェセックスの貴族階級の裏面を暴露した作品が『貴婦人たちの物語』などに収められている。「三石塔殺人事件」 (What the Shepherd Saw) は、公爵夫人の秘密がドルイド教の廃墟を舞台ににして語られる。『貴婦人たちの物語』は、ジョン・ハッチンズ『ドーセット史』を調べたり、古老の話を聞いたりして貴族階級の裏面を探って執筆したもので、「彫像の呪い」 (Barbara of the House of Grebe) は、この地の第5代シャッフスベル伯爵の夫人の不幸な生涯を題材にしている。「マージェリと謎の男爵」 (The Romantic Adventures of a Milkmaid) は上流社会に憧れる純朴な田舎娘をめぐるメロドラマだが、アメリカで人気が出て、『ハーパーズ・ウィークリー』誌に1883年に連載され、その後も著作権を無視して10回以上出版された。

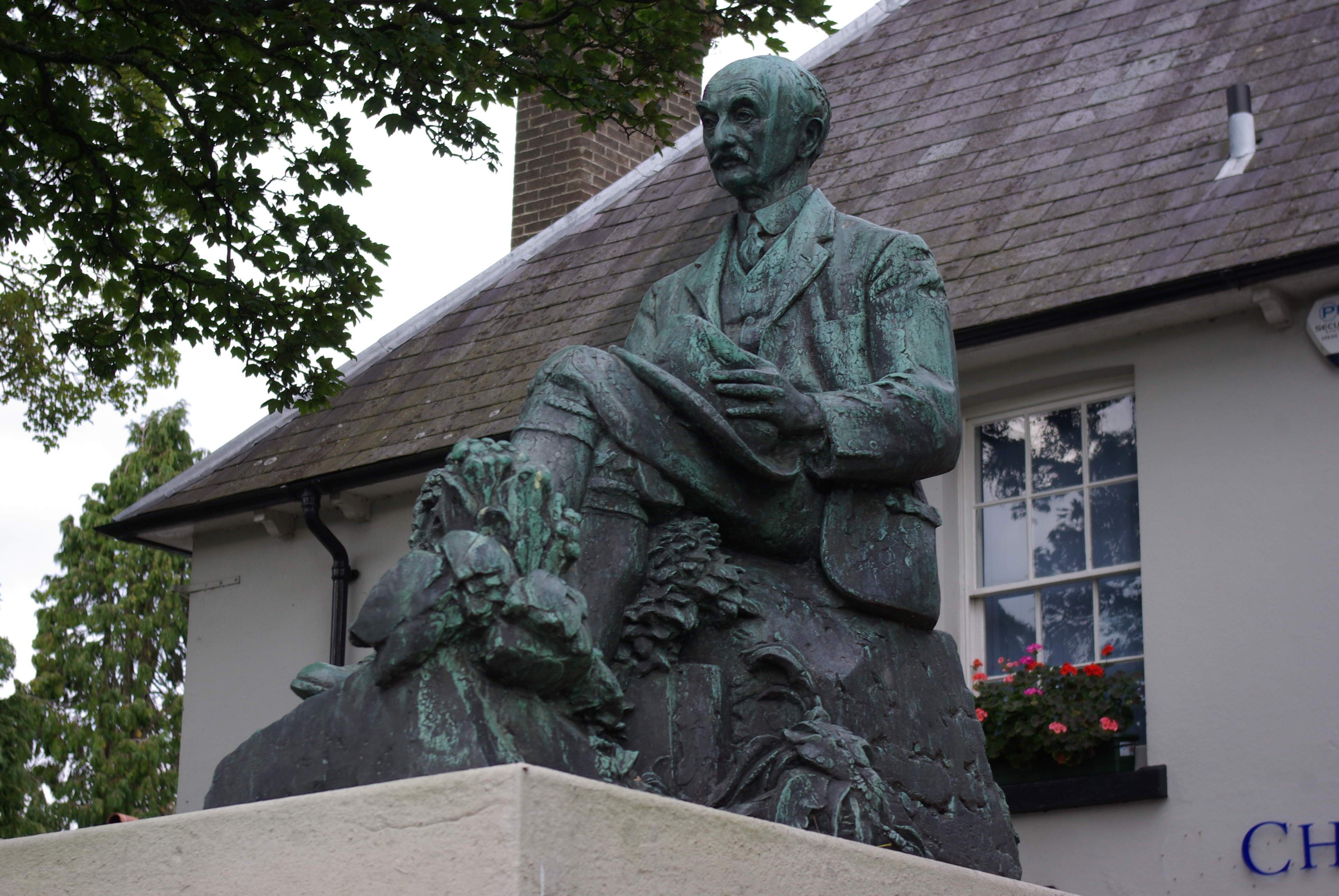
ドーチェスターにあるハーディの記念碑

### 詩
1898年に、30年以上にわたって書き続けていた詩を集めた最初の詩集『ウェセックス詩集』 (Wessex Poems) を出版した。『日陰者ジュード』への厳しい批評のために小説を書くことをあきらめたのだとも言われるが、詩人C.H.シソンはそれを「仮説」「表面的で不合理」としている。
抒情詩、バラッド、風刺、劇的独白、対話叙事詩など、非常に多くの詩型を書いたが、いくつかの点で非常に伝統的な詩人であり、民謡やバラッドの影響を受け、新しい連形式、韻律を創案することもあり、荒削りなリズムや口語体も用いた。
ボーア戦争（第二次）と第一次世界大戦に関する戦争詩を、「Drummer Hodge」、「In Time of “The Breaking of Nations”」「The Man He Killed」など多く書いており、ルパート・ブルックやシーグフリード・サスーンらに強い影響を与えた。 これらの詩では、平凡な兵士の視点や、彼らの語る言葉がしばしば使われている。 『ウェセックス詩集』のテーマには、「軍曹の歌」「ライプツィヒ」などのように、ナポレオン戦争が19世紀を通して長い影を落としている。 ナポレオン戦争は『覇王』の題材にもなっている。
ハーディの詩で有名なものとして、1912年の妻エマの死後に書かれた『境遇の風刺』の一部「1912-13年の詩」の中の作品がある。これらの詩は20年間は評価されなかったが、その抒情詩には深い「後悔と自責」の念が表されている。 この詩集の「After a Journey」「The Voice」などは、彼の詩作の到達点であると一般にみなされている。 ハーディの新しい伝記でClaire Tomalinは、ハーディはエマの死後に、これらの哀歌により真に偉大な詩人となったと述べている。

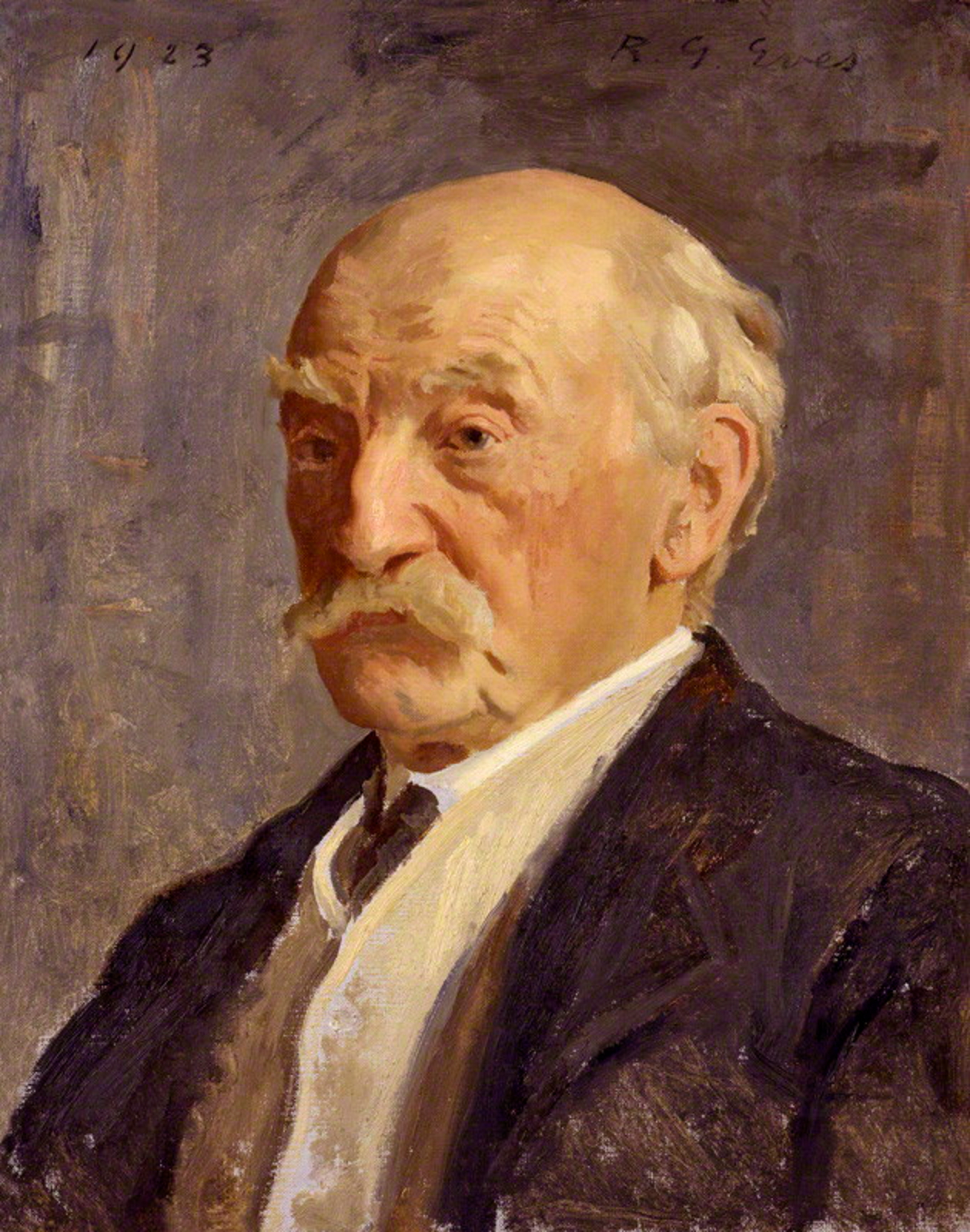
ハーディの肖像(1923年、Reginald Eves画)

ハーディの詩の多くは、愛と人生への失望と「運命の戯れ」をうたっているが、それは注意深く抑制された哀歌調で描かれている。 また「The Man he Killed」や「Are You Digging on My Grave」など多くの詩では、皮肉が重要な要素となっている。 そして「The Blinded Bird」などいくつかの詩では、彼の生体解剖反対論者であり英国動物虐待防止協会メンバーとしての、動物虐待に反対する態度を反映している。
著名な作曲家ジェラルド・フィンジ、ベンジャミン・ブリテン、グスターヴ・ホルストらは、ハーディの詩を曲にしている。 ホルストは1927年に、ハーディへのオマージュとして交響詩「エグドン・ヒース」を書いている。
ハーディの詩は、小説のように初めから受け入れられたのではないが、現在では20世紀の偉大な詩人の一人とみなされ、ロバート・フロスト、W・H・オーデン、ディラン・トマス、フィリップ・ラーキンらに深い影響を与えた。 ラーキンは『オックスフォード版20世紀イギリス詩』(1973)で、T.S.エリオットの9作に対して、ハーディの27作の詩を取り上げている。

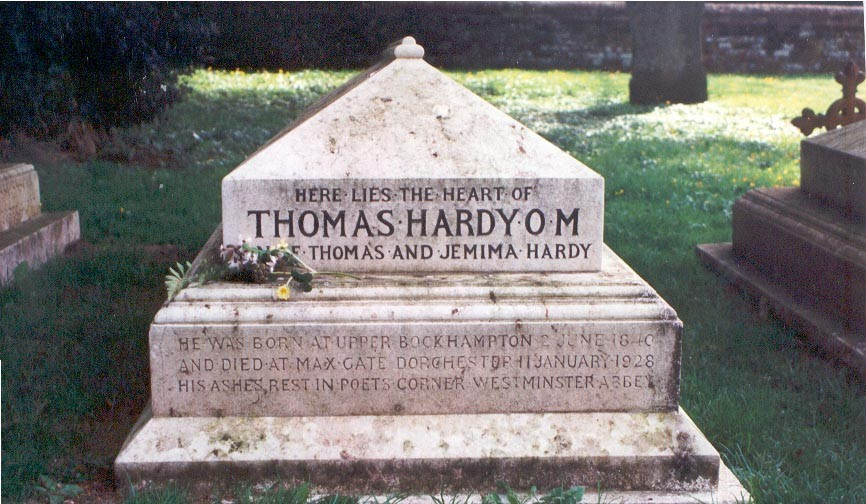
トーマス・ハーディの心臓が埋葬された墓

## 影響
D.H.ロレンスの『トーマス・ハーディ研究』(1936)には、通常の文学研究という以上に、ロレンスにとってハーディの重要さが示され、自身の哲学を育てる基盤となっている。ハーディの人物の扱いや、多くの作品で中心的な形而上学へのロレンスの反応は、特に『虹』(1915)、『恋する女たち』(1920)といった作品に現れている。
ロレンスの同時代人のジョン・クーパー・ポウイスの最初の小説「Wood and Stone」(1915)は、「我々の世代の最も偉大な詩人で作家であるトーマス・ハーディ」に捧げられている。 ポウイスののちの作品「Maiden Castle」(1936)は、ハーディの『カスターブリッッジの市長』に比すべく、ドーチェスターを舞台にしている。 これはサマセット、ドーセットを舞台にしたポウイスのウェセックスものというべき、『Wolf Solent』(1929)、『A Glastonbury Romance』(1932)、『Weymouth Sands』(1934)などの最後の作品である。
サマセット・モーム『お菓子とビール』(1936)の登場人物である作家Edward Driffieldはハーディがモデルとされる。
ジョン・アイアランドの交響詩「Mai-Dun」(1921)、グスターヴ・ホルスト「Egdon Heath」(1927)は、ハーディの小説の風景を描こうとしたものである。
ポストパンクロックバンドHalf Man Half Biscuitのボーカル・ギターのナイジェル・ブラックウェルに大きな影響を与えており、その歌詞にも取り込まれている。

## 作品リスト

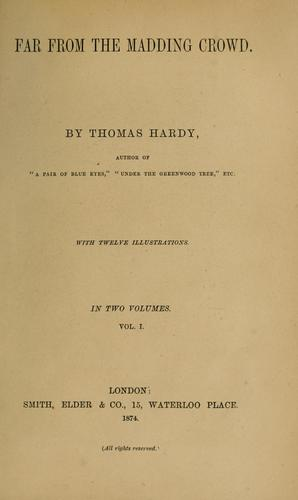
『Far from the Madding Crowd』初版(1874年)表紙

### 長編小説
- The Poor Man and the Lady. 1867年、未刊行・原稿遺失
- 『窮余の策』Desperate Remedies. 1871年
- 『緑樹の陰』Under the Greenwood Tree. 1872年
- 『青い眼』A Pair of Blue Eyes. 1873年 （『Tinsley's Magazine』誌 1872年9月-1873年7月連載）
- 『遥か群衆を離れて』Far from the Madding Crowd. 1874年
- 『エセルバータの手』The Hand of Ethelberta. 1876年
- 『帰郷』The Return of the Native. 1878年
- 『ラッパ隊長』The Trumpet-Major. 1880年
- A Laodicean. 1881年
- 『塔上の二人』Two on a Tower. 1882年
- 『カスターブリッジの市長』The Mayor of Casterbridge. 1886年
- 『森に住む人たち』The Woodlanders. 1887年
- 『ダーバヴィル家のテス』Tess of the d'Urbervilles. 1891年（『グラフィック誌』連載）
- 『日陰者ジュード』Jude the Obscure. 1895年
- 『恋魂』The Well-Beloved. 1897年（1892年から連載）
- （Florence Hennikerと共著）The Spectre of the Real. 1894年

### 短篇集
- 『ウェセックス物語集』Wessex Tales. 1888年
- 『貴婦人たちの物語』A Group of Noble Dames. 1891年
- 『人生の小さな皮肉』Life's Little Ironies. 1894年
- 『変わりはてた男とほかの物語』A Changed Man and Other Tales. 1913年

### 詩集
- Wessex Poems and Other Verses. 1898年
- Poems of the Past and the Present. 1901年
- Time's Laughingstocks and Other Verses. 1909年
- Satires of Circumstance. 1914年
- Moments of Vision. 1917年
- Collected Poems. 1919年
- Late Lyrics and Earlier with Many Other Verses. 1922年
- Human Shows, Far Phantasies, Songs and Trifles. 1925年
- Winter Words in Various Moods and Metres. 1928年

（没後刊行）
- The Complete Poems. 1976年
- Selected Poems. （Harry Thomas編）1993年
- Hardy: Poems. 1995年
- Thomas Hardy: Selected Poetry and Nonfictional Prose. 1996年
- Selected Poems（Robert Mezey編）1998年
- Thomas Hardy: The Complete Poems.  (James Gibson編）2001年

### 劇作
- 『覇王』The Dynasts. （ナポレオン戦争を題材にした叙事詩・劇詩）
  - Part 1: 1904年
  - Part 2: 1906年
  - Part 3: 1908年
- The Famous Tragedy of the Queen of Cornwall at Tintagel in Lyonnesse. 1923年

### 自伝
- The Early Life of Thomas Hardy, 1840–91. 1928年
- The Later Years of Thomas Hardy, 1892–1928. 1930年

### 日本語訳
- Desperate Remedies （1871年）
『窮余の策』増山学 訳、学書房、1984年
- Under the Greenwood Tree （1872年）
『緑の木蔭―和蘭派田園画』阿部知二 訳、岩波文庫 1936年11月 ISBN 978-4003224090
『緑樹の陰で』藤井繁 訳、千城、1980年
- A Pair of Blue Eyes （1873年）
『青い眼』土屋倭子 訳、大阪教育図書、2009年 ISBN 978-4-271-11484-0
- Far from the Madding Crowd （1874年）
『遥か群衆を離れて』高畠文夫 訳、角川文庫 1969年
『狂おしき群をはなれて』滝山季乃、橘智子 訳、千城、1987年
『はるか群衆をはなれて』清水伊津代、風間末起子、松井豊次 訳、大阪教育図書、2020年 ISBN 978-4271310112
- The Hand of Ethelberta （1876年）
『エセルバータの手』大榎茂行 訳、大阪教育図書、2009年
- The Return of the Native （1878年） 
『帰郷』大沢衛 訳、新潮文庫（上下）、1954-55年、のち改版
『帰郷』小林清一、浅野万里子 訳、千城、1991年
- The Trumpet-Major （1880年） 
『ラッパ隊長』藤井繁、川島光子 訳、千城、1979年
- Two on a Tower （1882年） 
『塔上の二人』藤井繁 訳、千城、1987年
『搭上の二人』塩谷清人 訳、大阪教育図書 2009年
- The Mayor of Casterbridge （1886年）
『カスターブリッジの市長』上田和夫 訳、潮出版社、新版2002年12月 ISBN 978-4267016585 - 売妻をテーマにしている
『キャスタブリッジの町長』鮎澤乗光 訳、大阪教育図書、2010年
- The Woodlanders （1887年）
『森に住む人たち』滝山季乃 訳、千城、1981年
- Alicia's Diary （1887年）
『アリシアの日記』清水貞助 訳、研究社出版、2007年8月 ISBN 978-4327012137、短編
- Tess of the d'Urbervilles （1891年）ダーバヴィル家のテス
高瀬青花訳『帝国文学』1906年。初訳
『テス』井上宗次、石田英二 訳、岩波文庫（上下）、1960年
  1. 上巻 ISBN 978-4003224014
  2. 下巻 ISBN 978-4003224021

『テス』井出弘之 訳、ちくま文庫（上下）、2004年
  1. 上巻 ISBN 978-4480039866
  2. 下巻 ISBN 978-4480039873

『ダーバヴィル家のテス』高桑美子 訳、大阪教育図書、2011年
- A Group of Noble Dames（1895年）
  - Barbara of the House of Grebe

「グリーブ家のバアバラの話」谷崎潤一郎 訳、『中央公論』1927年12月号
- Jude the Obscure （1895年）
『日陰者ジュード』小林清一 訳、千城、1988年3月
『日陰者ジュード』川本静子 訳、国書刊行会、1988年11月 ISBN 978-4336027306
中公文庫（上下）、改訳版
  1. 上巻 2007年4月 ISBN 978-4122048430
  2. 下巻 2007年4月 ISBN 978-4122048447

『日陰者ジュード』木村政則 訳、光文社古典新訳文庫、2025年6月 ISBN 978-4334106911
- The Well-Beloved （1897年）
『恋魂』滝山季乃、橘智子 訳、千城、1988年
『恋の霊　ある気質の描写』南協子 訳、幻戯書房〈ルリユール叢書〉、2023年2月
- 『トマス・ハーディ短編全集（全4巻）』大阪教育図書、2000-03年
  - 第1巻『ウェセックス物語』Wessex Tales  2001年

「見知らぬ三人の男」「一八〇四年の言い伝え」「憂鬱なドイツ軍軽騎兵」「萎えた腕」「町の人」「丘の家の侵入者」「惑える牧師」
  - 第2巻『貴婦人たちの物語』A Group of Noble Dames 2003年

「初代ウェセックス伯爵夫人」「グリーブ家のバーバラ」「ストーンヘンジ侯爵夫人」「レイディ・モーティスフォント」「アイシーンウェイ卿夫人」「郷士ペトリックの奥方」「アンナ、バクスビー卿夫人」「ピネロピ夫人」「ハンプトンシャー公爵夫人」「令嬢ローラ」収録。
  - 第3巻『人生の小さな皮肉』Life's Little Ironies 2002年

「夢みる女」「息子の拒否」「良心ゆえに」「ふたつの野心の悲劇」「西部巡回裁判の途中で」「妻への想い」「リール舞曲のヴァイオリン弾き」「古びた人びとの物語」
  - 第4巻『変わりはてた男とほかの物語』A Changed Man and Other Tales 2000年

「変わりはてた男」「主を待つ晩餐」「アリシアの日記」「道しるべのそばの墓」「騎兵登場」「古代の土塁での密会」「羊飼いの見た事件」「「恐怖時代」の公安委員」「ナイト爵ジョン・ホースリー卿」「再び現れた公爵」「ただの幕間劇」「乳しぼり娘のアヴァンチュール」収録。
- 『チャンドル婆さんとほかの物語および詩劇』短編全集 第五巻：大阪教育図書、2001年
- 『ハーディ短編集』河野一郎 訳、新潮文庫、1957年12月
  - 改題『呪われた腕 ハーディ傑作選』「村上柴田翻訳堂」新潮文庫、2016年5月 ISBN 978-4102108062

（「呪われた腕」「妻ゆえに」「幻想を追う女」「わが子ゆえに」「憂欝な軽騎兵」「アリシアの日記」ほか2篇）
- 『ハーディ短篇集』井出弘之編訳、岩波文庫、2000年
  - 旧訳版『幻想を追ふ女 ハーディ短編集　他五篇』森村豊訳、岩波文庫、1932年（改版1993年）
  - 旧訳版『月下の惨劇 他五篇』森村豊訳、岩波文庫、1935年
- 『魔女の呪い ハーディ短編集』高畠文夫 訳、角川文庫 1977年
（「魔女の呪い」「三石塔殺人事件-羊飼いの見た事件」「三人の見知らぬ男」「彫像の呪い-グリーブ家のバーバラ」「マージェリと謎の男爵-ミルクしぼり娘のロマンティックな冒険」）
- 『トマス・ハーディ全集』全16巻、大阪教育図書、2009年 - 2016年[44]

## 原作映画
- 『テス』

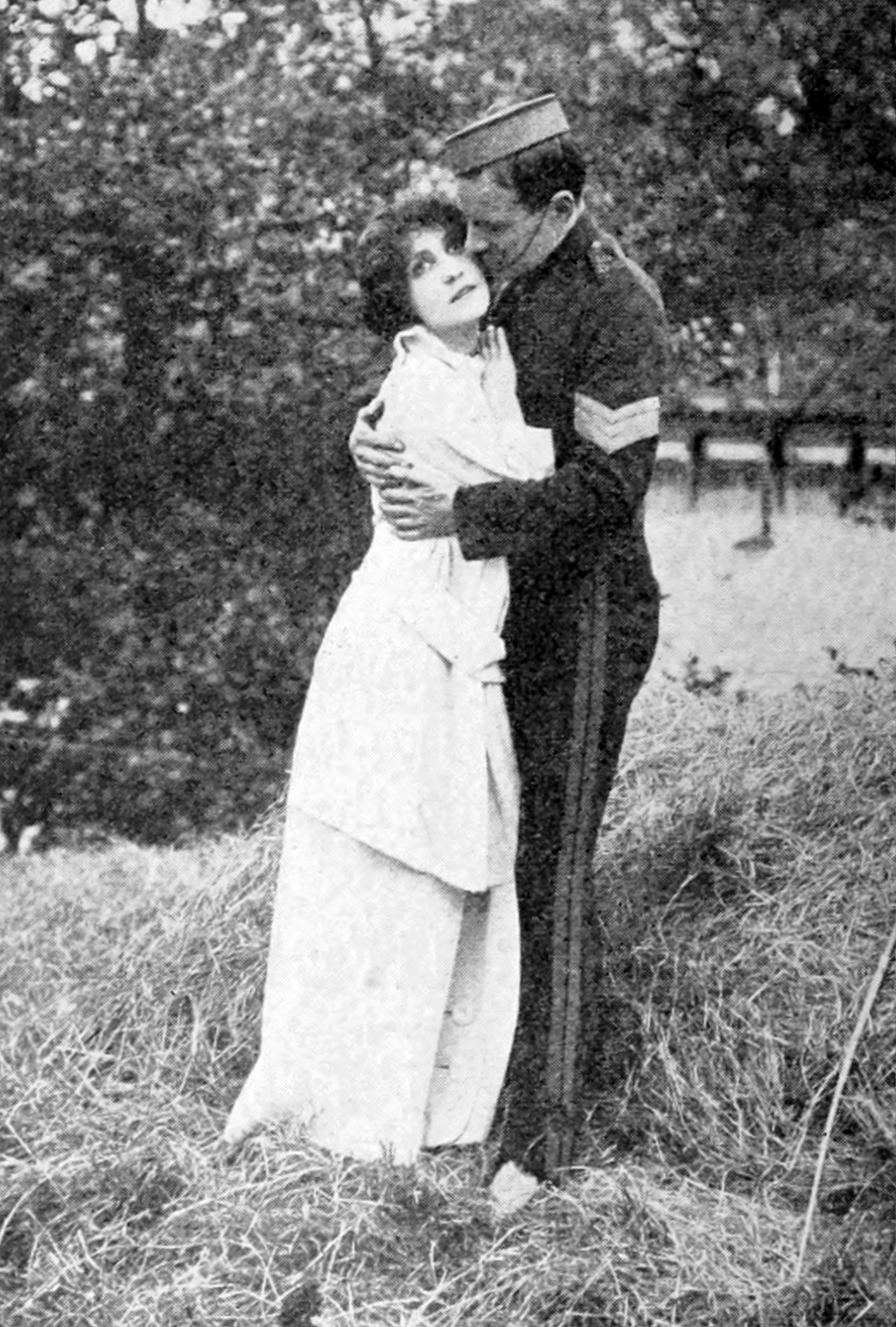
Far from the Madding Crowd(1915年)の一場面

  - 『Tess of the d'Urbervilles』1913年、J. Searle Dawley監督
  - 『Tess of the d'Urbervilles』1924年、Marshall Neilan監督
  - 『Man Ki Jeet』1944年、W.Z.Ahmed監督
  - 『Dulhan Ek Raat Ki』1967年、D.D.Kashyap監督
  - 『テス』1979年、ロマン・ポランスキー監督、ナスターシャ・キンスキー、ピーター・ファース
  - 『Prem Granth』1996年、Rajiv Kapoor監督
  - 『Nishiddha Nodi』2000年、インド
  - 『Trishna』2011年、マイケル・ウィンターボトム監督
- 『カスターブリッジの市長』
  - 『The Mayor of Casterbridge』1921年、Sidney Morgan監督
  - 『Mayor Nair』1966年、Puttanna Kanagal監督
  - 『Daag』1973年、Yash Chopra監督
  - 『Vichitra Jeevitham』1978年、V.Madhusudhan Rao監督
  - 『The Claim』2000年、マイケル・ウィンターボトム監督
- 『Far from the Madding Crowd』1915年、Laurence Trimble監督、フローレンス・ターナー、ヘンリー・エドワーズ
- 『Under the Greenwood Tree』1918年、Émile Chautard監督*『Under the Greenwood Tree』1929年、ハリー・ラックマン監督
- 『遥か群衆を離れて』1967年、ジョン・シュレシンジャー監督
- 『日蔭のふたり』1996年、マイケル・ウィンターボトム監督（原作『日陰者ジュード』）
- 『Far from the Madding Crowd』2015年、トマス・ヴィンターベア監督